# Omaha Ak-Sar-Ben Knights
Los Omaha Ak-Sar-Ben Knights (Caballeros ak-sar-ben de Omaha en español) son un equipo profesional de hockey sobre hielo de la American Hockey League. 

## Entrenador
- Ryan McGill (2005-2007)

## Récord de Franquicia
- Goles: 28 Carsen Germyn (2006-07)
- Asistencias: 43 Andrei Taratoukhine (2006-07)
- Puntos: 60 Carsen Germyn, Andrei Taratoukhine y Dustin Boyd (2006-07)
- Pena de Actas: 294 Brandon Prust (2005-06)
- Promedio de goles recibidos: 2,13 Curtis McElhinney (2006-07)
- Porcentaje Ahorro: 91,7% Curtis McElhinney (2006-07)

## Todas las temporadas
- Goles: 52 Carsen Germyn
- Asistencias: 63 Carson Germyn
- Puntos: 115 Carson Germyn
- Pena de Actas: 505 Brandon Prust
- Guardian victoria: 44 Curtis McElhinney
- Blanqueadas: 10 Curtis McElhinney
- La Mayoría de partidos jugados: 156 Warren Peters

- Datos: Q1972173
- Multimedia: Omaha Ak-Sar-Ben Knights / Q1972173